# Ales Adamovič
Aleksandar (Ales) Mihajlavič Adamovič (блр. Аляксандр (Алесь) Міхайлавіч Адамовіч; 3. septembar 1927, selo Konjuhi, Kapiljski rejon, Minska oblast — 26. januar 1994, Moskva) bio je beloruski sovjetski pisac, scenarista, književni kritičar. Doktor filoloških nauka (1962), profesor (1971), dopisni član Akademije nauka BSSR (1980).

## Biografija
Rođen 3. septembra 1927. u lekarskoj porodici. Od 1928. godine je porodica živela u selu Gluša, Babrujski rejon . U vreme Velikog domovinskog rata, njegova je majka promenila mu u dokumentima datum rođenja na kasniji  kako bi ga spasla od odvedenja u Nemačku, na prislilne radove. Već 1942. godine, kao sredoškolac, se Adamovič priključuje partizanskom pokretu kao održač veze partizanskog odreda, od 1943. godine - i kao borac. Nakon toga 1944. godine  Centralni štab partizanskog pokreta  ga upućuje na školovanje u rudarsko-metaluršku tehničku školu u Altajskiu pokrajinu ).
Vraća se u Belorusiju 1945. godine i polaže eksternu maturu.
Završio je osnovne (1950. godine) i  postdiplomske studije (1953. godine) na filološkom fakultetu Beloruskog državnog univerziteta je i tamo je radio  na katedri za belorusku književnost.
Više od dve decenije (1954-1962, 1967 -1983) radi u Institutu književnosti Akademije nauka BSSR.
Nakon prvih osam godina u Akademije doktorira i odlazi u Moskvu gde 1962. upisuje i 1966. diplomira na Visokoj školi scenarista
U istim godinama predaje kurs beloruske književnosti u Moskovskom državnom univerzitetu Lomonosov, gde je bio  suzpendovan zbog odbijanja da potpiše kolektivno osuđujuće pismo protiv disidenata Jurija Danijelja i  Andreja Sinjavskog .
Član delegacije BSSR na 37. sednice Generalne skupštine UN-a 1982. godine.
Od 1987. godine sve do smrti je direktor saveznog istraživačkog instituta za kinematografiju u Moskvi
Poslanik Veća  narodnih poslanika SSSR (1989), prvog i poslednjeg relativno demokratski izbranog parlamenta Sovjetskog saveza.  Član Unije sovjetskih pisac-a (od 1957. godine) i beloruskog PEN-centra od 1989. godine.

### Javna i politička delatnost
Kao poslanik narodnog veća SSSR je  tokom 1989-1991 član tzv. Međuregionalne grupe, u kojoj su članovi bili i disident Andrej Saharov, Boris Jeljcin itd.
Aktivno je podržavao stvaranje Beloruskog narodnog fronta. Jedan od predsenika društva  "Memorial"  i međunarodnog fonda "Pomoć žrtvama Černobilja".

## Stvaralaštvo
Pisao je na ruskom i beloruskom jeziku.  Većina njegovog književnog i kinematografijskog dela se fokusira na Drugi svetski rat u Belorusije.  Zajedno sa Elemom Klimovim su scenariste jednog of najznačajnig sovjetskog filma "Idi i gledaj".
Jedan od prvih u sovjetskoj književnosti je otvorio temu Černobilja i nastupstva ove katastrofe. Spored dobitnice Nobeleve nagrade Svetlane Aleksijevič, bio  je jedan od najboljih kandidata na ulogu beloruskog Vaclava Havela .